# Whoia victoriensis
Whoia victoriensis är en kräftdjursart som beskrevs av Saskia Brix 2006A. Whoia victoriensis ingår i släktet Whoia och familjen Desmosomatidae. Inga underarter finns listade i Catalogue of Life.